# Grande Mauritanie

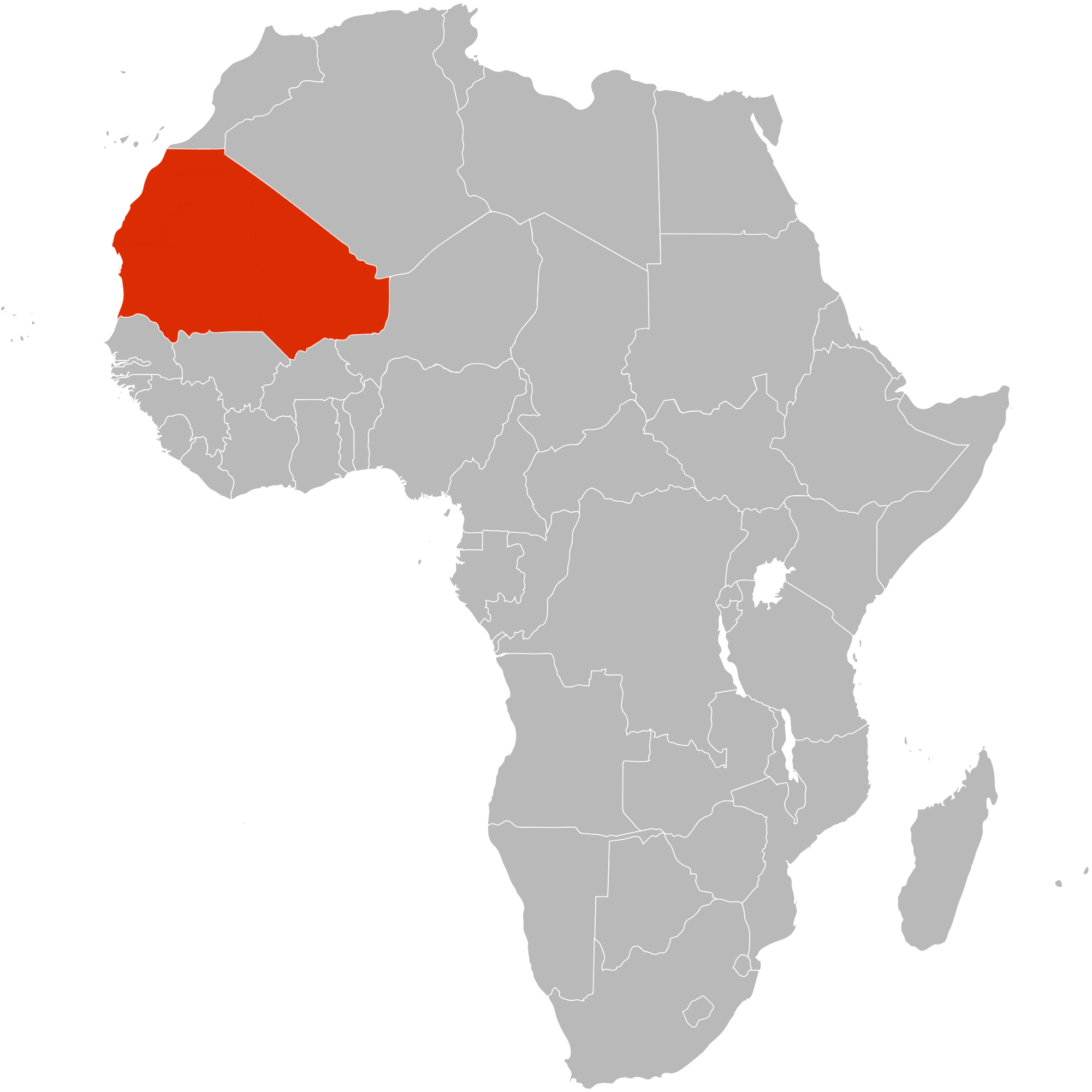
Les régions revendiquées par la Grande Mauritanie en Afrique.

La Grande Mauritanie (en arabe : موريتانيا الكبرى) est un terme désignant la revendication irrédentiste mauritanienne qui inclut généralement le Sahara occidental ainsi que d'autres zones à majorité sahraouie du désert du Sahara occidental. Le terme est initialement utilisé par le premier président mauritanien, Mokhtar Ould Daddah, alors qu'il commençait à revendiquer le territoire alors connu sous le nom de Sahara espagnol, avant même l'indépendance de la Mauritanie en 1960.
Au concept de Grande Mauritanie s'opposent les idéologies du berbérisme, du nationalisme sahraoui, de l'irrédentisme marocain, du fédéralisme malien et du nationalisme touareg.

## Histoire et contexte
L'idée de Grande Mauritanie se développe dans les années 1950 en réponse au concept de Grand Maroc. Ses principaux partisans appartenaient à la communauté beidane. En 1957, le futur premier président de la Mauritanie, Mokhtar Ould Daddah, déclarait :
J'appelle donc nos frères du Sahara espagnol à rêver de cette Grande Mauritanie économique et spirituelle, dont on ne peut parler actuellement. Je leur adresse, et je vous demande de leur répéter, un message d'amitié, un appel à la concorde entre toutes les Maures de l'Atlantique, de l'Azawad, et depuis la Draa jusqu'aux frontières du Sénégal.
La base de sa revendication était les liens ethniques et culturels étroits entre les Mauritaniens et les Sahraouis du Sahara espagnol, qui formaient en fait deux sous-ensembles de la même population tribale arabo-berbère. La région de la Grande Mauritanie coïncide en grande partie avec la zone de langue arabe Hassaniya et faisait historiquement partie du même Pays de Chinguetti.

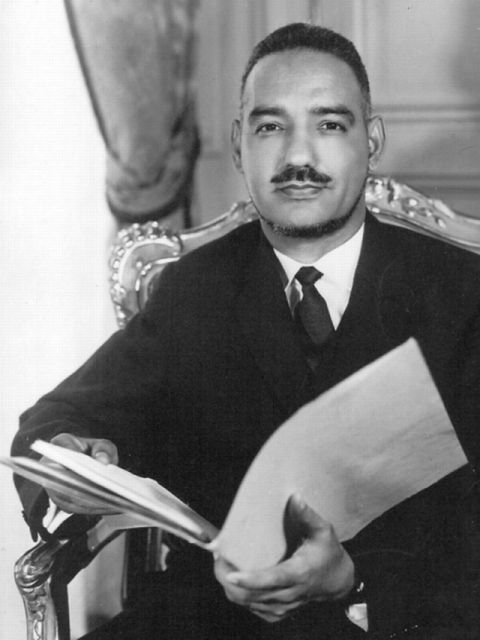
Mokhtar Ould Daddah, qui envisageait que le Sahara occidental ferait partie d'une « Grande Mauritanie », a été président de la Mauritanie de 1960 à 1978.

## Après-coup
Les revendications mauritaniennes sur le territoire ont ainsi été utilisées pour conjurer la menace perçue d'expansionnisme marocain et pour inciter l'Espagne à diviser le territoire entre le Maroc et la Mauritanie dans le cadre des accords de Madrid — ce, en dépit d'un avis consultatif de la Cour internationale de Justice (CIJ), qui avait décidé fin 1975 que le peuple du Sahara occidental avait le droit à l'autodétermination et qu'il pouvait l'exercer librement sous la forme d'un droit à l'autodétermination : lui était reconnue la liberté de choisir entre l'intégration avec la Mauritanie, le Maroc, ou la création d'un État indépendant.
La Mauritanie annexe un territoire correspondant à la moitié sud du Río de Oro, soit un tiers de l'ensemble de l'ancienne colonie espagnole, qui a été officiellement rebaptisée Tiris al-Gharbiyya.
La prise de pouvoir a été violemment combattue par un mouvement indépendantiste indigène préexistant, le Front Polisario, qui avait obtenu le soutien de l'Algérie. La guerre qui s'ensuit tourne mal pour la Mauritanie et le gouvernement de Mokhtar Ould Daddah tombe en 1978. Le Tiris al-Gharbiyya est évacué l'année suivante (1979) ; la Mauritanie renonçant à toute revendication sur une quelconque partie du Sahara occidental et reconnaissant le Front Polisario comme le représentant légitime de son peuple. Les relations avec Rabat se sont rapidement détériorées et, au milieu d'allégations de soutien marocain à des tentatives de coups d'État et à des affrontements armés mineurs, la Mauritanie s'est rapprochée de l'Algérie et du Polisario. Le gouvernement a ensuite établi des relations formelles avec le gouvernement en exil du Front, la République arabe sahraouie démocratique, en tant que souverain reconnu sur le territoire.
La vision d’une Grande Mauritanie n’a guère d’attrait dans la Mauritanie d’aujourd’hui, et elle n’est défendue par aucune faction politique majeure.
Tout en reconnaissant toujours la République sahraouie, la Mauritanie a largement amélioré ses relations avec le Maroc et cherche désormais généralement à rester en dehors du conflit du Sahara occidental, qui demeure irrésolu.

## Régions revendiquées
- Mauritanie
- Région de l'Azawad, au Mali
- Certaines parties de la région de Tillabéri, au Niger
- Sahara occidental

## Voir également
- Histoire du Sahara occidental
- Grand Maroc

## Lectures complémentaires
- Douglas E. Ashford, Université Johns Hopkins, « L'appel irrédentiste au Maroc et en Mauritanie », The Western Political Quarterly, Vol. 15, n° 5, 1962-1912, p.641-651.
- Tony Hodges (1983), Sahara occidental : les racines d'une guerre du désert, Lawrence Hill Books.  (ISBN 0-88208-152-7)
- John Mercer (1976), Sahara espagnol, George Allen & Unwid Ltd. (ISBN 0-04-966013-6)
- Jacob Mundy. "Comment les États-Unis et le Maroc se sont emparés du Sahara occidental." Le Monde diplomatique. Janvier 2006.
- Zekeria Ould Ahmed Salem, « Mauritanie : un État frontalier saharien », Journal of North Africa Studies, Vol. 10, n° 3-4, sept.-déc. 2005, p.491-506.
- Anthony G. Pazzanita (1996), Dictionnaire historique de la Mauritanie, 2e éd., Scarecrow Press.
- Anthony G. Pazzanita (2006), Dictionnaire historique du Sahara occidental, 3e éd., Scarecrow Press.
- CR Pennell, (2000), Le Maroc depuis 1830. Une histoire, New York University Press.  (ISBN 0-8147-6676-5)
- Virginia Thompson et Richard Adloff (1980), Les Sahariens occidentaux. Contexte du conflit, Barnes & Noble Books.  (ISBN 0-389-20148-0)